# Woohoo
"Woohoo" là một bài hát bởi nữ nghệ sĩ thu âm người Mỹ Christina Aguilera hợp tác với nữ rapper người Trinidad Nicki Minaj. Bài hát được viết bởi Christina Aguilera, Onika Maraj, Claude Kelly, Ester Dean, Jamal "Polow da Don" Jones và được sản xuất bởi Polow da Don. "Woohoo" ban đầu được phát hành dưới dạng đĩa đơn quảng bá qua hình thức tải kỹ thuật số vào ngày 18 tháng 5 năm 2010 và sau đó được gửi tới đài phát rhythmic dưới dạng đĩa đơn thứ hai trích từ album phòng thu thứ sáu của Aguilera, Bionic (2010) vào ngày 25 tháng 5 năm 2010. Bài hát chứa một phần nhạc mẫu của bài hát "Add már uram az esõt" năm 1972 của Kati Kovács, với ca từ ám chỉ về tình dục đường miệng.

## Bảng xếp hạng
| Bảng xếp hạng (2010)         | Vị trí cao nhất |
| ---------------------------- | --------------- |
| Canada (Canadian Hot 100)    | 46              |
| Đức (German Black Chart)     | 10              |
| Anh (UK Singles Chart)       | 148             |
| Mỹ (Billboard Hot 100)       | 79              |
| Mỹ (Billboard Digital Songs) | 47              |